# Kaninchenhunger
Kaninchenhunger, auch Kaninchen-Auszehrung genannt, ist eine Form von Mangelernährung. Sie entsteht, wenn die Nahrung vor allem aus magerem Fleisch (z. B. vom Kaninchen oder Schneeschuhhasen) besteht und zusätzliche Stressfaktoren wie Kälte und Trockenheit herrschen. Zu den Symptomen gehören Durchfall, Kopfschmerzen, Müdigkeit, tiefer Blutdruck, niedriger Puls sowie vages Unwohlsein. Hinzu kommt ein Hungergefühl, das nur durch Aufnahme von Fett oder Kohlenhydraten zu stillen ist.

## Mögliche Mechanismen
Der Pathomechanismus, der zum Kaninchenhunger führt, ist nicht vollständig geklärt. Zwei Faktoren spielen eine wesentliche Rolle:
- Gefährliche Proteinmenge: Die Leber eines Menschen kann einen plötzlichen Anstieg der Eiweißmenge auf mehr als 200 bis 300 g Eiweiß pro Tag nicht verwerten.[3] Auch die Nieren sind beschränkt in ihrer Fähigkeit, Harnstoff (ein Nebenprodukt des Protein-Abbaus) aus dem Blutkreislauf zu entfernen. Dies kann zu schädlichen Mengen an Aminosäuren, Ammoniak oder Harnstoff im Blut führen. Diese Gefahr besteht vor allem dann, wenn man ohne ausreichende Umstellungszeit die Proteinzufuhr stark erhöht. Weil der Stoffwechsel des Menschen nur etwa 17 kJ Energie pro Gramm Eiweiß gewinnen kann, sind zur Deckung des Grundbedarfs einer 70 kg schweren Person 419 g Eiweiß erforderlich – mehr, als die Leber, beziehungsweise die Nieren, ohne langsame Anpassung verwerten bzw. verkraften können.

- Kaloriendefizit: Ein 19- bis 30-jähriger Mann, der pro Tag eine Stunde mittelmäßig schwere Arbeit leistet (zum Beispiel zügiges Gehen während der Jagd), benötigt 12 500 kJ/Tag an Energie.[4] Rohes Fleisch von Wildkaninchen enthält 456 kJ Energie pro 100 Gramm.[5] Ein erwachsener Mann müsste entsprechend täglich 2,6 kg Kaninchenfleisch essen, um seinen Energiebedarf nur mit rohem Kaninchenfleisch zu decken. So viel Fleisch kann jedoch nur aus acht Wildkaninchen mittlerer Größe gewonnen werden.[6] Dies bedeutet einen beträchtlichen Aufwand bei der Jagd.

## Beschreibungen
Der Anthropologe und Polarforscher Vilhjálmur Stefánsson (1879–1962) beschrieb den Kaninchenhunger folgendermaßen:

„Die Menschen, die vom Blubber erlegter Tiere leben, sind die glückseligsten im Jägerleben, da sie nie an Fett-Hunger leiden. Dieses Problem ist in Nordamerika bei den Indianern, die von Kaninchen – der magersten Jagdbeute – abhängig sind, am schlimmsten. Sie entwickeln einen extremen Fett-Hunger, der als Kaninchenhunger bekannt ist. Kaninchenesser, sofern sie kein Fett aus einer anderen Quelle wie Biber, Elch oder Fisch beziehen können, erleiden innerhalb einer Woche Durchfall, Kopfschmerzen, Niedergeschlagenheit und vages Unwohlsein. Wenn es genügend Kaninchen zu jagen gibt, essen die Menschen Kaninchen bis ihnen die Bäuche platzen – gleich wie viel sie auch essen, sie werden sich nicht satt fühlen.“

Stefansson schrieb auch, dass Kaninchenhunger selten zum Tod führt, denn die Bewohner Nordamerikas würden die Gefahren fettloser Ernährung kennen und rechtzeitig Maßnahmen ergreifen. Nordamerikanische Indianer kennen zum Beispiel das lang haltbare, fett- und proteinreiche Pemmikan. Im Gegensatz zum Hungern, bei dem nach einiger Zeit der Appetit weitgehend verloren gehe, sei beim Kaninchenhunger das Hungergefühl unablässig vorhanden, allerdings verbunden mit Übelkeit und Durchfall. Stefánsson prägte auch den englischsprachigen Begriff rabbit starvation.
In der Einleitung zu Alden Todds Buch Abandoned: The Story of the Adolphus Greely Arctic Expedition 1881–1884 beschreibt Stefánsson den Kaninchenhunger als Hauptproblem der 25-köpfigen Greely-Expedition. Diese Reise haben nur sechs Personen überlebt. Stefansson erwähnt in dieser Sache auch den Kannibalismus – durch den Verzehr des mageren Fleisches verstorbener Expeditionsteilnehmer konnte niemand seinen Hunger stillen.
Charles Darwin schrieb in seinem Reisetagebuch The Voyage of the Beagle (Die Reise auf der Beagle):

“We were here able to buy some biscuit. I had now been several days without tasting anything besides meat: I did not at all dislike this new regimen; but I felt as if it would only have agreed with me with hard exercise. I have heard that patients in England, when desired to confine themselves exclusively to an animal diet, even with the hope of life before their eyes, have hardly been able to endure it. Yet the Gaucho in the Pampas, for months together, touches nothing but beef.  But they eat, I observe, a very large proportion of fat, which is of a less animalized nature; and they particularly dislike dry meat, such as that of the Agouti. Dr. Richardson also, has remarked, ‘that when people have fed for a long time solely upon lean animal food, the desire for fat becomes so insatiable, that they can consume a large quantity of unmixed and even oily fat without nausea:’ this appears to me a curious physiological fact.”

„Wir konnten hier etwas Schiffszwieback kaufen. Ich hatte nun mehrere Tage nichts als Fleisch gegessen: ich hatte gar nichts gegen diese neue Ernährungsform; aber es fühlte sich an, als hätte sie sich mir nur durch strenge Übung angepasst. Ich habe von Patienten in England gehört, die, wenn sie ausschließlich tierische Nahrung zu sich nehmen sollten, das kaum durchhielten, selbst wenn ihr Leben davon abhing. Die Gauchos der Pampa dagegen ernähren sich monatelang nur von Rindfleisch. Sie essen aber, wie ich beobachtet habe, eine sehr große Menge Fett, das weniger tierhaft ist; und im Besonderen verabscheuen sie trockenes Fleisch, wie etwa das des Aguti. Dr. Richardson bemerkte auch: ‚Werden Menschen eine lange Zeit nur mit magerem Fleisch ernährt, wird das Verlangen nach Fett so unstillbar, dass sie dann eine große Menge ungemischtes und sogar öliges Fett ohne Übelkeit zu sich nehmen können‘: das finde ich eine merkwürdige physiologische Tatsache.“

In einem klinischen Versuch am Russell Sage Institute of Pathology des Bellevue Hospital in New York im Jahr 1929 ernährten sich Vilhjálmur Stefánsson und Dr. Karsten Andersen ein Jahr lang ausschließlich von Fleisch. Beide vertrugen diese Diät problemlos. Bei Stefánsson stellten sich allerdings Darmprobleme in Form von Durchfall ein, als seine Nahrung versuchsweise für drei Tage fettarm gehalten wurde und einen Proteinanteil am Nährwert von 45 % aufwies. Danach wurde der Fettanteil wieder erhöht, so dass der Proteinanteil am Nährwert für zwei Tage nur noch 20 % und danach 25 % betrug. Es folgte eine 10-tägige Verstopfung. Anschließend verschwanden die Darmprobleme.